# کاروان‌سرای الله وردیخان
کاروان‌سرای الله وردی‌خان مربوط به دوره قاجار است که در شهر باغین استان کرمان واقع شده است. این اثر در تاریخ ۱۲ تیر ۱۳۸۴، با شماره ثبت ۱۲۰۰۷ به‌عنوان یکی از آثار ملی ایران به ثبت رسید.

## تاریخچه
کاروانسرای الله وردیخان در دوره قاجار بنا شده و به‌نام الله وردی‌خان، یکی از مردان سیاسی و نظامی آن دوره، نام‌گذاری شده است. این کاروانسرا با هدف پاسخگویی به نیازهای تجاری و مسافرتی در مسیرهای مختلف مورد استفاده قرار گرفته و به‌عنوان مکانی برای استراحت مسافران، خدمات‌رسانی و تبادل کالا عمل کرده است.

### معماری
معماری کاروانسرای الله وردیخان نمایانگر ویژگی‌های خاص دوره قاجار است. این بنا دارای حیاط مرکزی، اتاق‌ها و فضای مناسب برای نگهداری و استراحت مسافران است. از ویژگی‌های بارز این کاروانسرا می‌توان به:
- حیاط مرکزی: تعبیه حیاطی وسیع که می‌توانست فضای مناسبی برای استراحت و استراحت مسافران فراهم کند.
- اتاق‌های جانبی: اتاق‌هایی برای اقامت مسافران و جایگاه‌هایی برای نگهداری از بار و کالاهای تجاری.
- تزئینات معماری: استفاده از تزئینات ساده و متناسب با نیازهای کاروانسراها که به آن جمال خاصی بخشیده.

### اهمیت فرهنگی
این کاروانسرا علاوه بر اهمیت معماری، به‌عنوان یک مرکز اقتصادی و اجتماعی در دوره قاجار نیز شناخته می‌شود. با توجه به موقعیت جغرافیایی این بنا، کاروانسرای الله وردیخان به‌عنوان نقطه اتصال بین شهرها و مسیرهای تجاری، نقش به‌سزایی در تسهیل تجارت و حمل و نقل در آن زمان داشته است.